# Circuito de Rua de Pequim (Jingkai)
O Circuito de Rua de Pequim ou Circuito de Rua de Jingkai foi um circuito de rua em Yizhuang, na cidade de Pequim, na China. Foi construído apenas para o Grande Prêmio da China de 2006, da A1 Grand Prix. A pista possuía 2,2 km de extensão e 11 curvas.

## Problemas no traçado
O circuito ficou marcado por ter vários problemas quanto a largura da pista, já que alguns pontos eram estreitos para os carros da A1 GP. As dificuldades começaram nos treinos livres de sexta-feira, que foram cancelados por questões de segurança, por conta dos carros não conseguirem contornar o gancho na parte final da pista de maneira limpa. Assim, o circuito teve de ser encurtado.
Na qualificação, também ocorreram problemas com a pista, assim o grid para a corrida sprint foi definido pelos treinos de sábado.[carece de fontes?]
Na corrida sprint também houve problemas. Na volta 3, Adrian Zaugg e Michael Devaney se acidentaram na curva 10. O irlandês conseguiu continuar a corrida, mas o sul-africano teve de abandonar a prova e, por esse ponto ser apertado, metade da pista foi bloqueada. Assim, o carro de segurança foi chamado e houve a entrada de um caminhão para a retirada do carro, entretanto, enquanto estava sendo manobrado, o caminhão acabou ocupando completamente essa parte da pista por alguns instantes, fazendo com que os carros que estavam competindo ficassem parados e formassem uma fila.
A corrida feature também ficou marcada, mas desta vez pelo número de acidentes, pois dos 22 competidores que disputaram esta segunda corrida, apenas a metade terminou.

## Fim do circuito
Apesar dos diversos problemas com a pista, estava programado para ter outra corrida da A1 GP em 2007. Porém foi anunciado no jornal Shanghai Daily que, devido à falta de financiamento, não haveria outra corrida da categoria em Pequim. O relatório também revelou que a preparação do circuito de rua para a corrida custou cerca de 20 milhões de yuans (US$ 2,6 milhões).

## Vencedores
| Ano  | Corrida | Piloto             | Equipe          | Detalhes | Fonte |
| ---- | ------- | ------------------ | --------------- | -------- | ----- |
| 2006 | Sprint  | Jeroen Bleekemolen | A1 Team Holanda | Detalhes | [ 5 ] |
| 2006 | Feature | Enrico Toccacelo   | A1 Team Itália  | Detalhes | [ 3 ] |